# Ranunculus pinardii
Ranunculus pinardii är en ranunkelväxtart som först beskrevs av John Stevenson, och fick sitt nu gällande namn av Pierre Edmond Boissier. Ranunculus pinardii ingår i släktet ranunkler, och familjen ranunkelväxter. Inga underarter finns listade i Catalogue of Life.